# Taillepied
Taillepied település Franciaországban, Manche megyében. Lakosainak száma 17 fő (2022. január 1.). Taillepied Saint-Sauveur-le-Vicomte, Besneville, Catteville és Neuville-en-Beaumont községekkel határos.

## Népesség
A település népessége az elmúlt években az alábbi módon változott:
| Lakosok száma | 62   | 41   | 26   | 28   | 26   | 26   | 21   | 17   | 16   | 17   |
|               | 1968 | 1982 | 1990 | 2006 | 2013 | 2015 | 2017 | 2019 | 2020 | 2022 |